# 楽成王
楽成王（らくせいおう、または懐、? - 紀元前675年）は、第19代箕子朝鮮王。王在位期間は、紀元前703年 - 紀元前675年。諡は楽成王。諱は懐。王位は孝宗王（存）が継承。